# Evamaria Schaller

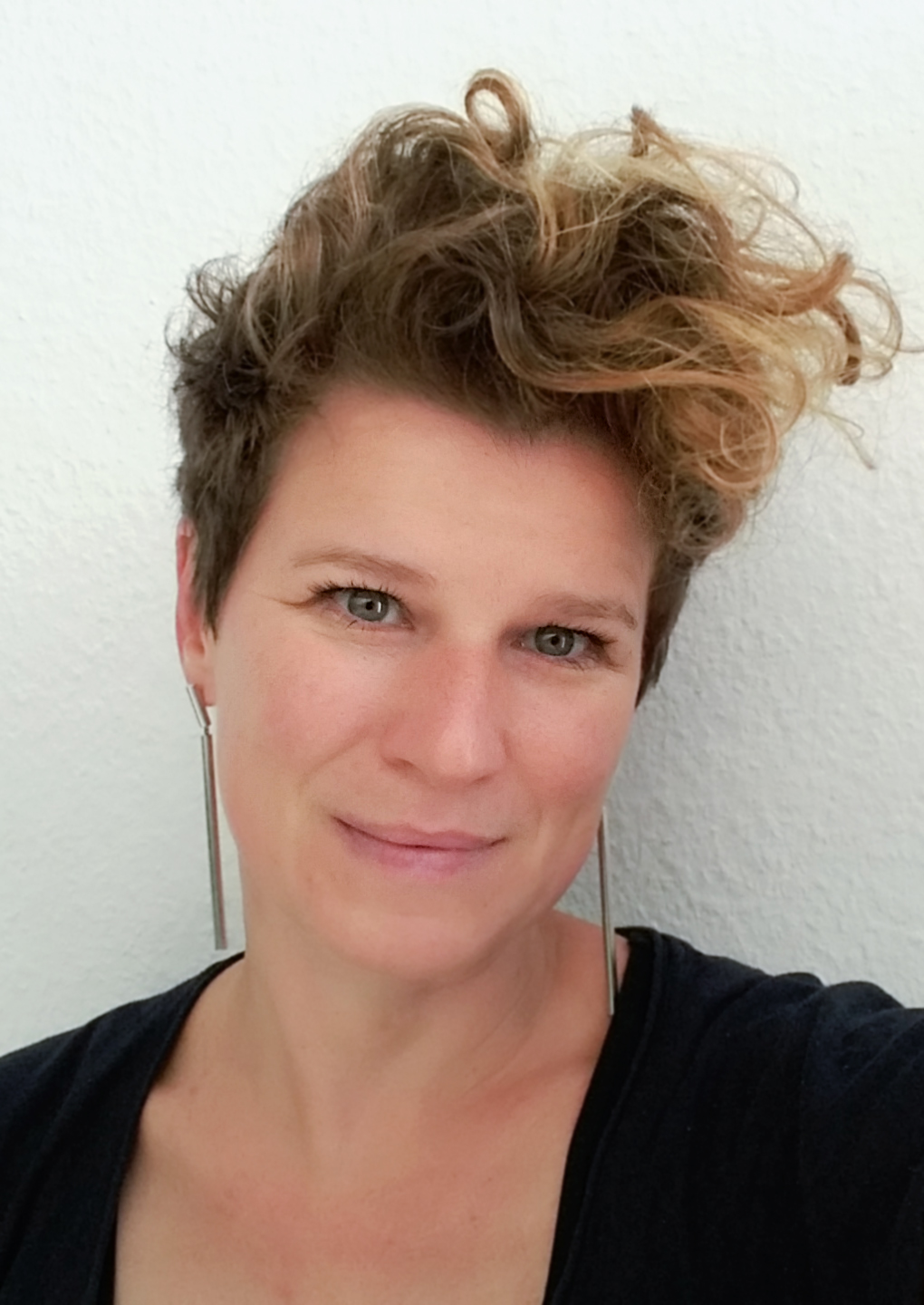
Evamaria Schaller (2019)

Evamaria Schaller (* 1980 in Graz) ist eine österreichische Performance- und Video-Künstlerin.

## Ausbildung
Schaller studierte MultiMediaArts in Salzburg und Film an der FAMU Prag. 2011 schloss sie ihr Postgradualstudium an der Kunsthochschule für Medien in Köln ab, wo sie Performance- und Filmkunst bei Julia Scher, Matthias Müller und Thomas Schmitt studierte.

## Werk
Evamaria Schallers Werk bewegt sich zwischen Performancekunst und Videokunst; beide Medien setzt sie installativ ein. Ihre Filme hinterfragen traditionelle Konzepte von Geschlechtern. Sie ist auf der Suche nach außergewöhnlichen Frauenfiguren. Ihr filmischer Blick kippt oft ins Surreale und macht Grenzerfahrungen sichtbar.
Schaller ist Mitbegründerin und aktives Mitglied des Performance Aktionslabors PAErsche.

## Stipendien
Schaller erhielt bereits drei Stipendien der Stadt Köln, 2016 das „Atelier Galata“ Stipendium in Istanbul und das Stipendium der Dr. Dormagen-Guffanti-Stiftung, 2011 das Chargesheimer-Stipendium für Medienkunst. 2012 erhielt sie das Peter Mertes Stipendium des Bonner Kunstvereins und das STARTstipendium des Bundeskanzleramtes Österreich, Kunst und Kultur.

## Ausstellungen (Auswahl)

### Einzelausstellungen
- 2020: "KRATZIEN", Galerie 3, Klagenfurth, AT[4]
- 2019: "Becoming Native", Galerie Martinetz, Köln, DE[5]
- 2018: "Video/Kunst", Kunststation St. Peter, Köln, DE[6]
- 2017: "Dreh dich nicht um, dreh dich nicht um...", Neue Galerie Graz, AT[7]
- 2016: "Der Kaiser unterm Berg", Kunstverein Rosenheim, DE[8]
- 2015: "Desmodontinae", Galerie Martinetz, Köln, DE
- 2015: "Turn the Corner", FAK – Förderverein aktuelle Kunst Münster, DE[9]
- 2014: "“Toll-e-Wut, garde-ávous?”, Kunst im Schaufenster, Wien, AT[10]
- 2014: "New Talents Biennale", Cologne, DE[11]
- 2013: "Verhaxeltes", TEAPOT, Cologne DE[12]
- 2013: "Peter Mertes Stipendium", Bonner Kunstverein, DE[13]
- 2013: "Butter-fly-hair", 10/12, Brüssel, BE

### Gruppenausstellungen
- 2020: Moving Images/Moving Bodies, Goethe-Institut Bulgaria, BG[14]
- 2019: SIN TITULO, zeitkunstgalerie Kitzbühel, AT[15]
- 2019: "Equality for women in visual arts. NOW", EWVA, Deutscher Künstlerbund, DE[16]
- 2018: Kunst am Bauzaun, Künstlerduo Jellyspoor (Evamaria Schaller & Andreas Gehlen), Ebertplatz Köln, DE[17]
- 2017: "Auf Augenhöhe / Eye to Eye, Kunstmuseum Bochum, DE[18]
- 2017: "Aufwachen in Istanbul", Rhenania Köln, DE[19]
- 2016: "Zeige dein Wunde 2016", Künstlerduo Jellyspoor (Evamaria Schaller & Andreas Gehlen), Maximiliansforum München, DE[20]
- 2016: "Förderpreis des Landes Steiermark für zeitgenössische bildende Kunst, Universalmuseum Joanneum, Neue Galerie, AT[21]
- 2015: "Frauen Video Arbeiten", ZKM Karlsruhe, DE[22]
- 2015: "obsessive", Zeitkunstgalerie, Kitzbühel, AT[23]
- 2015: "Ich, am Gipfel – eine Frauen Alpin Geschichte", Frauenmuseum Hittisau, AT[24]
- 2014: "30 Jahre 30 Stimmen", Kunstmuseum Bonn, DE
- 2014: "Brussels Cologne Contemporaries", t.a.t, Cologne, DE[25]
- 2012: "Echoraum", Kunst und Ausstellungshalle der Bundesrepublik Deutschland, Bonn, DE

## Filmfestivals (Auswahl)
- 2018: "25. OpenEyes Filmfestival" mit Jellyspoor, Marburg, DE[26]
- 2017: "Cinema Next – Junges Kino aus Österreich", Schubertkino Graz[27]
- 2016: "Pančevo Film Festival, Pančevo, RS
- 2015: "IFFR Rotterdam", 44th edition, Rotterdam, NL[28]
- 2015: "Viennacontemporary cinema", Marx Halle Vienna, AT[29]
- 2015: "Eastern Oregon Film Festival 2015", cooperation filmmakermagazine, US
- 2014: "28. Filmfest Braunschweig", Filmreihe real/surreal, Kunstmuseum Wolfsburg, DE
- 2013: "Videonale 14", Kunstmuseum Bonn, DE
- 2012: "22nd Madrin Experimental Cinema Week", Spanien